# 인디스크릿
인디스크릿(Indiscreet)은 영국에서 제작된 스탠리 도넌 감독의 1958년 영화이다. 캐리 그랜트 등이 주연으로 출연하였고 스탠리 도넌 등이 제작에 참여하였다.
대한민국에는 1959년 단성사 극장에서 상영했다.

## 출연

### 주연
- 캐리 그랜트
- 잉그리드 버그만

### 조연
- 세실 파커
- 필리스 캘버트
- 데이비드 코소프
- 멕스 젠킨스

## 제작진
- 원작자: 노먼 크라스너
- 배역: 로버트 레너드
- Ass-PD: 시드니 스트리터